# Fiordo de Sogn
El fiordo de Sogn o Sognefjord (en noruego: Sognefjorden) es el fiordo más grande de Noruega y el segundo más grande del mundo, después del Scoresby Sund de Groenlandia. Situado en la provincia de Vestland, al oeste del país, su desembocadura está cerca de 75 km al norte de Bergen, y se extiende 204 km al interior de la península escandinava hacia la ciudad de Skjolden.
El fiordo alcanza su máxima profundidad en los 1.308 m bajo el nivel del mar. Las profundidades más grandes se encuentran tierra adentro: cerca de su desembocadura el fondo asciende abruptamente hacia un sill de cerca de 100 m de profundidad bajo el nivel del mar. El ancho promedio de la rama principal del Sognefjord es de cerca de 4,8 km. Los acantilados que rodean el fiordo alcanzan una altura desde el agua de 1000 m, e incluso más. 
El brazo más interno del Sognefjord se llama Lustrafjord. En su extremo se encuentra la localidad de Skjolden, que es un acceso al Parque Nacional de Jotunheimen. En épocas anteriores el transporte entre Bergen y el interior de Escandinavia y a la inversa se hacía en barco desde Bergen hasta Skjolden y desde allí, por una simple carretera que cruzaba las tierras altas.
A lo largo del fiordo y de sus brazos navegan embarcaciones que comunican los poblados costeros. Algunas ciudades ribereñas del Sognefjord son Balestrand, Gudvangen y Flåm. Gudvangen se sitúa en el Nærøyfjord, un brazo del Sognfjord particularmente reconocido por su conservada naturaleza y por su belleza paisajística ( Archivado el 13 de diciembre de 2007 en Wayback Machine.), la que atrae a cientos de turistas cada año, por lo que es un potencial para la economía local.
El nombre de Sognefjord se deriva del verbo noruego súga, «aspirar», que se refiere a la fuerte corriente marina en la desembocadura del fiordo. 

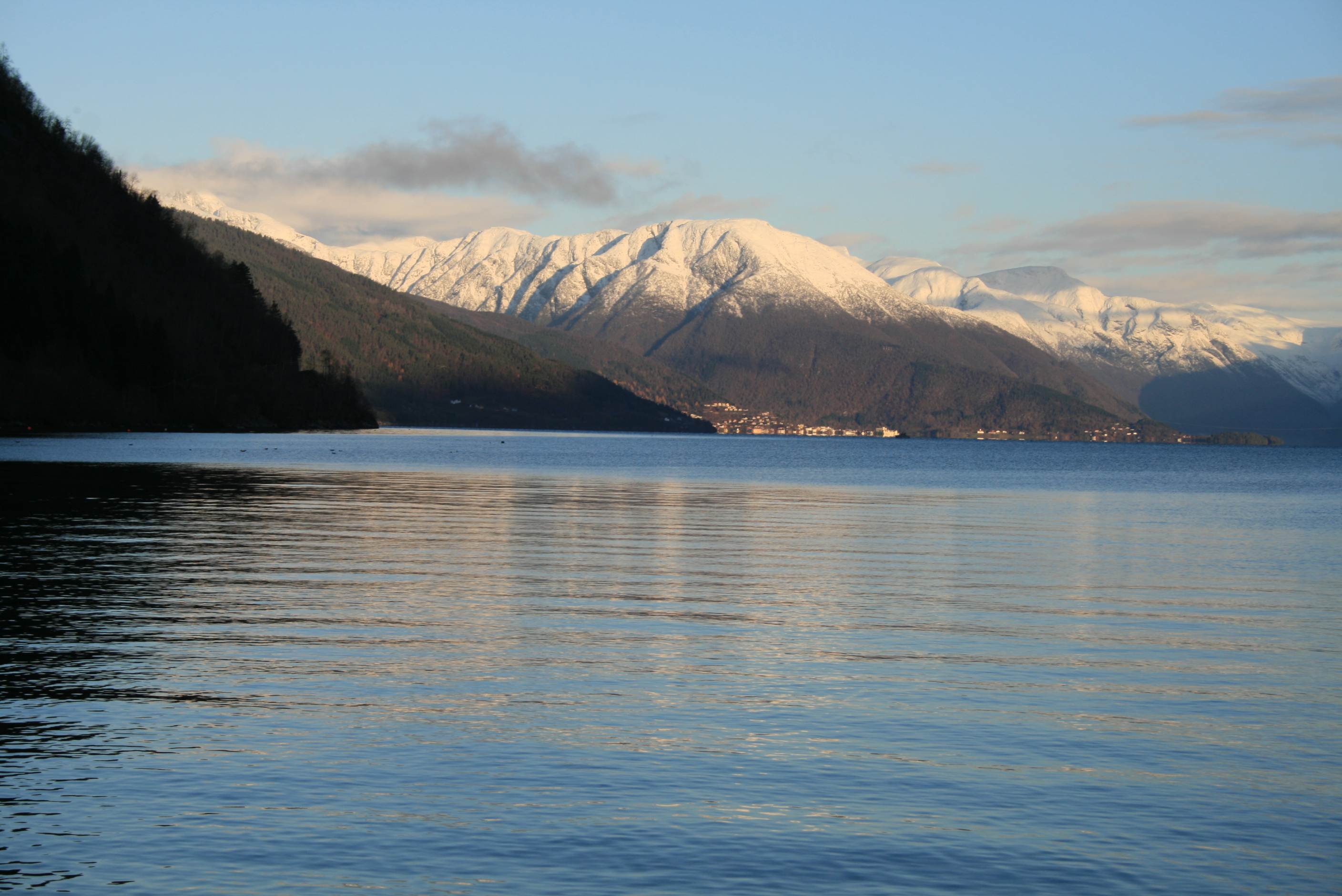
El Sognefjord visto desde Vik
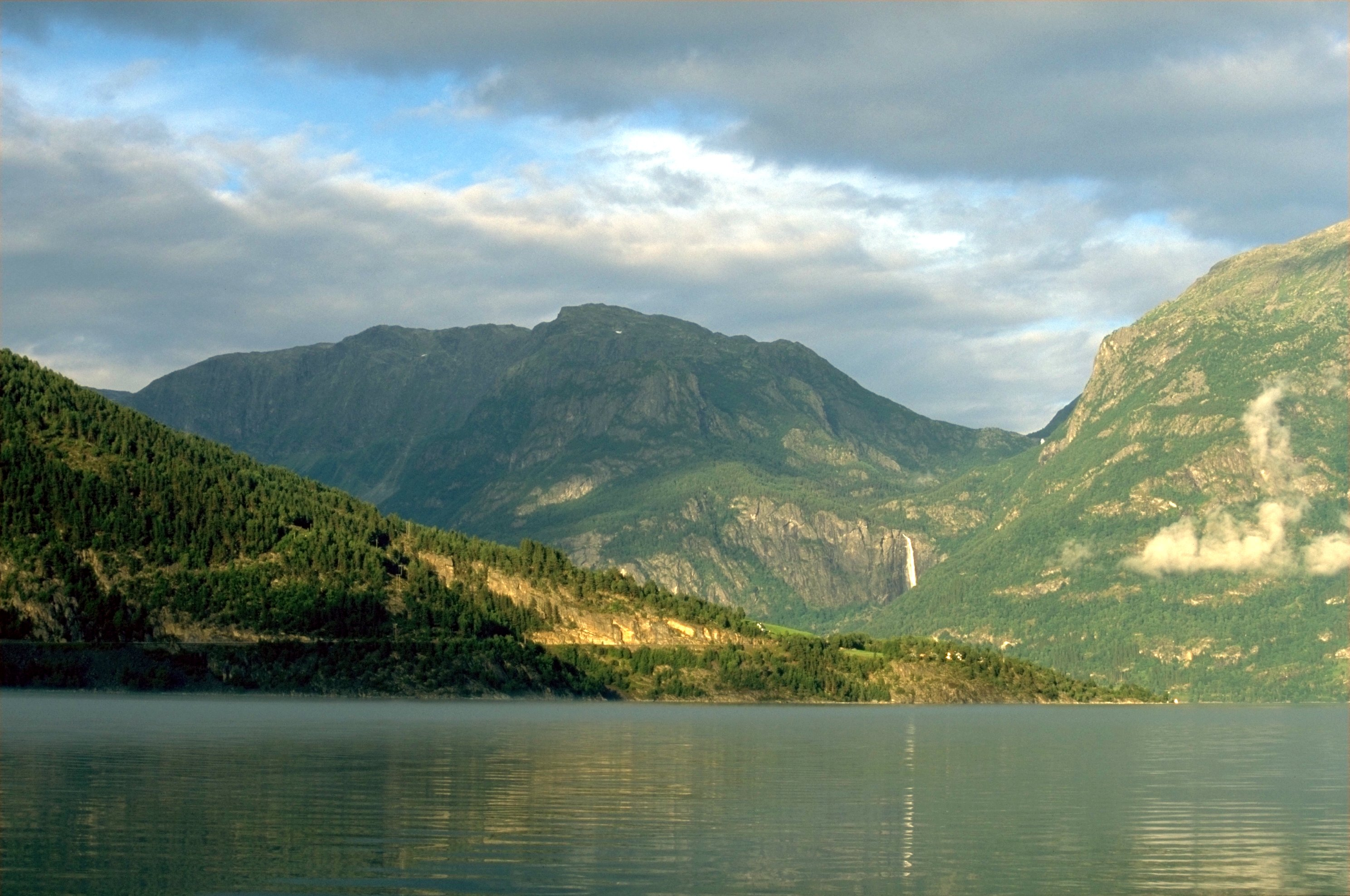
El Sognefjord
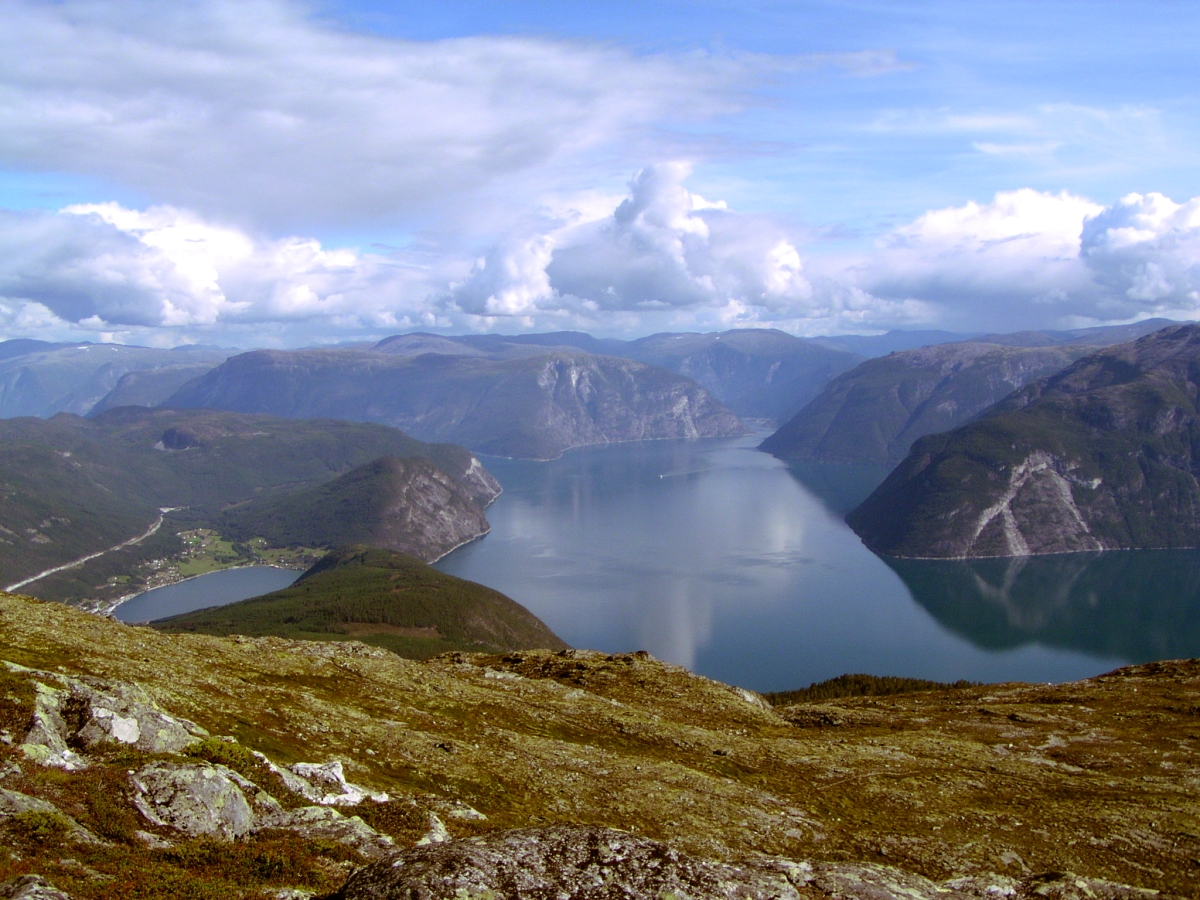
Vista desde Storehaugen del Sognefjord
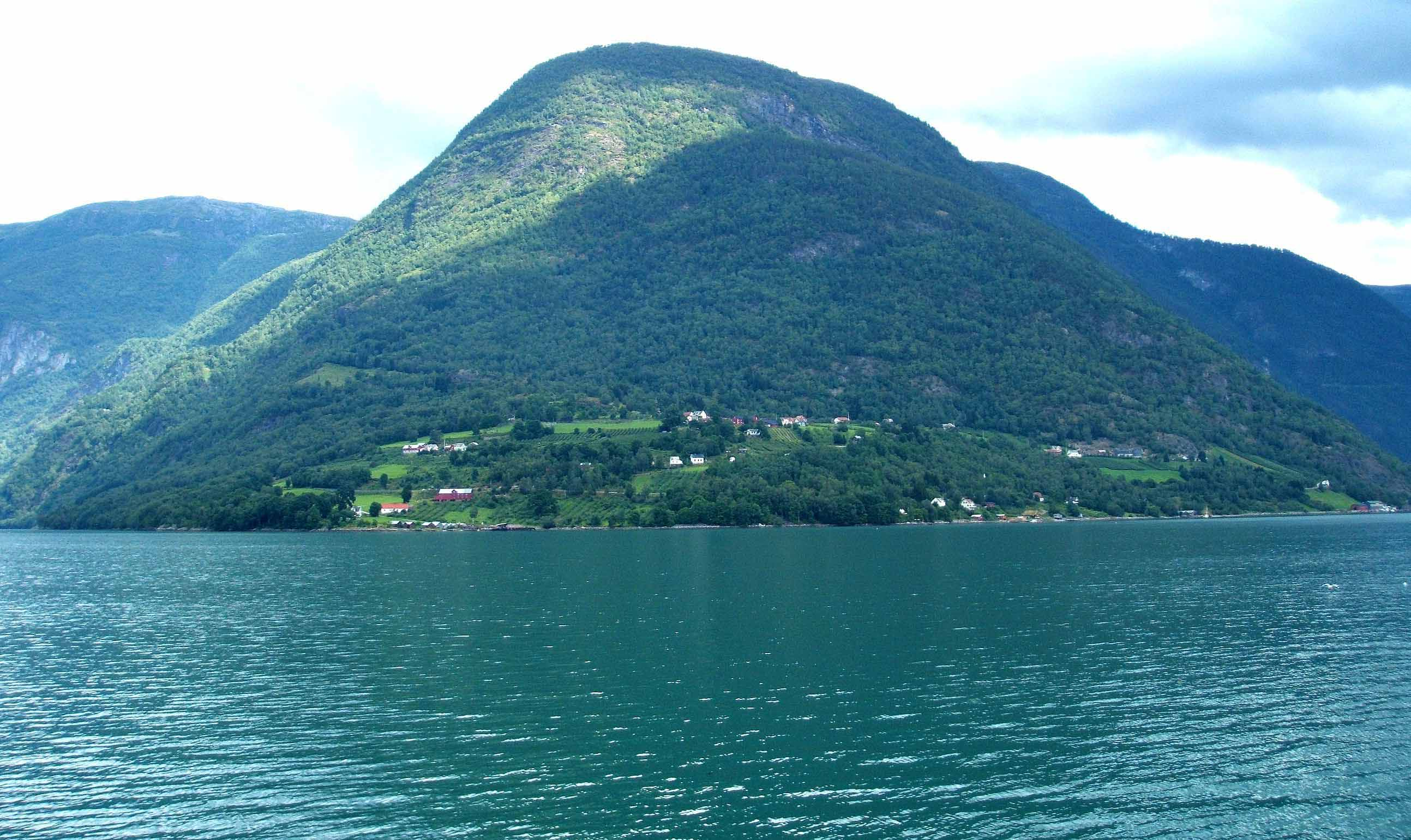
Urnes en Sognefjord